# Gustav Freij
Gustav Freij (Malmö, Escânia, 17 de março de 1922 — Malmö, Escânia, 4 de agosto de 1973) foi um lutador de luta greco-romana sueco.

## Carreira
Foi vencedor da medalha de ouro, prata e bronze na categoria de 62–67 kg em Londres 1948, Helsínquia 1952 e Roma 1960, respetivamente.